# Gunnar Färjare

Ej att förväxla med Gunnar Jonsson (arkitekt).
Kjell Gunnar Färjare, tidigare Jonsson, född 28 november 1930 i Obbola, Holmsunds församling, Västerbottens län, är en svensk arkitekt. 
Färjare, som är son till industriarbetare Emil Jonsson och Wilma Sellberg, avlade studentexamen i Umeå 1950 och utexaminerades från Kungliga Tekniska högskolan 1956. Han blev arkitekt hos Paul Hedqvist i Stockholm 1956, vid länsarkitektkontoret i Umeå 1958, biträdande stadsarkitekt i Umeå 1960, planarkitekt vid byggnadsnämnden i Umeå 1965 och var stadsplanearkitekt där från 1967.